# Zbór Kościoła Zielonoświątkowego „Arka” w Olkuszu
Zbór Kościoła Zielonoświątkowego „Arka” w Olkuszu – zbór Kościoła Zielonoświątkowego w RP znajdujący się w Olkuszu. Jego siedziba mieści się przy ul. Sławkowskiej 2. 

## Historia
Zbór został utworzony w 1989 w wyniku podziału krakowskiego Zboru Kościoła Zielonoświątkowego „Betlejem”, mającego miejsce na przełomie lat 80. i 90. XX wieku, a wspólnota w Olkuszu usamodzielniła się jako piąty z powoływanych w tym czasie z „Betlejem” zborów.
Początkowo stanowisko pastora olkuskiego zboru pełnił prezbiter Zbigniew Sosulski, od 1999 sprawujący równolegle funkcję pastora w zborze w Krzeszowicach. W 2001 prezbiter Sosulski objął stanowisko pastora wyłącznie w Krzeszowicach, a w Olkuszu jego dotychczasową funkcję przejął wówczas Daniel Wołkiewicz. 
Do zboru należała placówka misyjna w Kluczach, która w 2006 została przekształcona w samodzielny zbór. 